# Județ de Timiș
Pour les articles homonymes, voir Timiș.
Timiș (en roumain : Județul Timiș ; en hongrois : Temes megye) est un județ de Roumanie dans le Banat. Son chef-lieu est Timișoara (en hongrois : Temesvár). Il possède une frontière avec la Hongrie et la Serbie et fait partie de l'Eurorégion Danube-Criș-Mureș-Tisa.

## Liste des municipalités, villes et communes
Le județ compte deux municipalités, huit villes et 88 communes.

### Municipalités
(population en 2007)
- Timișoara (307 347)
- Lugoj (45 217)

### Villes
(population en 2007)
- Buziaș (7 712)
- Ciacova (5 006)
- Deta (6 531)
- Făget (7 252)
- Gătaia (6 158)
- Jimbolia (11 747)
- Recaș (8 289)
- Sânnicolau Mare (13 282)

### Communes
- Balinț
- Banloc
- Bara
- Bârna
- Beba Veche
- Becicherecu Mic
- Belinț
- Bethausen
- Biled
- Birda
- Bogda
- Boldur
- Brestovăț
- Bucovăț
- Cărpiniș
- Cenad
- Cenei
- Checea
- Chevereșu Mare
- Comloșu Mare
- Coșteiu
- Criciova
- Curtea
- Darova
- Denta
- Dudeștii Noi
- Dudeștii Vechi
- Dumbrava
- Dumbrăvița
- Fârdea
- Fibiș
- Foeni
- Gavojdia
- Ghilad
- Ghiroda
- Ghizela
- Giarmata
- Giera
- Giroc
- Giulvăz
- Gottlob
- Iecea Mare
- Jamu Mare
- Jebel
- Lenauheim
- Liebling
- Livezile
- Lovrin
- Margina
- Mașloc
- Mănăștiur
- Moravița
- Moșnița Nouă
- Nădrag
- Nițchidorf
- Ohaba Lungă
- Orțișoara
- Otelec
- Parța
- Pădureni
- Peciu Nou
- Periam
- Pesac
- Pietroasa
- Pișchia
- Racovița
- Remetea Mare
- Sacoșu Turcesc
- Saravale
- Satchinez
- Săcălaz
- Sânandrei
- Sânmihaiu Român
- Sânpetru Mare
- Secaș
- Șag
- Șandra
- Știuca
- Teremia Mare
- Tomești
- Tomnatic
- Topolovățu Mare
- Tormac
- Traian Vuia
- Uivar
- Variaș
- Vălcani
- Victor Vlad Delamarina
- Voiteg

## Démographie
En 2011, la population est de 684 505 habitants. La densité est de 79,8 habitants/km².
La population du județ est composé de 85,52 % de Roumains, 5,43 % de Hongrois, 2,23 % de Roms, 1,3 % d'Allemands, 2 % de Serbes, 0,91 % d'Ukrainiens et 0,8 % de Bulgares.

## Politique
| Parti | Parti                                                       | Sièges |
| ----- | ----------------------------------------------------------- | ------ |
|       | Parti national libéral (PNL)                                | 16     |
|       | Alliance 2020 USR-PLUS (USR-PLUS)                           | 10     |
|       | Parti social-démocrate-Parti du pouvoir humaniste (PSD-PPU) | 7      |
|       | Pro Romania (PRO)                                           | 3      |

## Personnalités
- Ana Blandiana, poétesse, essayiste et femme politique

roumaine
- Béla Lugosi, acteur de cinéma hungaro-américain
- Lavinia Miloșovici, gymnaste roumaine d'origine serbe
- Traian Vuia, inventeur et pionnier de l'aviation

roumain
- Johnny Weissmuller, nageur olympique américain
- Béla Bartók, compositeur et pianiste hongrois
- Dositej Obradović, écrivain et traducteur serbe
- Nikolaus Lenau, écrivain autrichien
- Herta Müller, romancière allemande
- Francesco Illy, entrepreneur et commerçant hongrois naturalisé italien

## Tourisme
- Liste des châteaux du județ de Timiș
- Liste des musées du județ de Timiș